# Indortes
Indortes est un chef ibère de la première moitié du IIIe siècle av. J.-C.

## Biographie
La racine indu- semble être d'origine ibérique et signifirait « la force ». Lors du débarquement du général carthaginois Hamilcar Barca à Gadès (aujourd'hui Cadix) en 237 av. J.-C., celui-ci bat et fait crucifier le chef Istolacio ; dont une théorie affirme qu'il aurait été un général celte mercenaire au service des Turdetans. Une autre théorie laisse penser qu'il s'agirait d'un aristocrate des Orétani d'origine celte, qui envahit les terres des Lusitaniens et des Vettons. Hamilcar Barca combat ensuite le frère d'Istolacio, Indortes, qu'il bat à la Sierra Morena grâce à la frayeur que crée ses troupes avec les éléphants. Indortes est capturé, torturé, aveuglé et crucifié.
Hamilcar Barca, qui était cruel avec les chefs, épargna les guerriers capturés et enrôle ainsi des milliers de guerriers hispaniques des anciennes armées d'Istolacio et d'Indortes.
Les principales sources antiques sont Diodore de Sicile, Polybe, Cornélius Népos, Justin et Appien.

## Annexe